# Marco Kasper
Marco Kasper (* 8. April 2004 in Innsbruck) ist ein österreichischer Eishockeyspieler, der seit Juli 2022 bei den Detroit Red Wings aus der National Hockey League (NHL) unter Vertrag steht. Die Red Wings hatten den Center im NHL Entry Draft 2022 an achter Position ausgewählt. Sein Vater Peter war ebenfalls österreichischer Nationalspieler.

## Karriere
Der gebürtige Tiroler Marco Kasper kam in Innsbruck zur Welt, als sein Vater Peter dort für den HC Innsbruck spielte, und begann beim Klagenfurter AC mit dem Eishockey, wo sein Vater inzwischen im Nachwuchsbereich arbeitete. Mit dem Team vom Wörthersee spielte der Stürmer vorwiegend in der Erste Bank Juniors League und war in der Saison 2018/19 bester Vorbereiter der Liga. Er absolvierte aber auch einige Spiele in der zweiten Herren-Mannschaft in der Alps Hockey League.
Im Sommer 2020 wechselte Kasper nach Schweden und schloss sich dem Rögle BK an. Dort spielte er neben den Einsätzen im Juniorenbereich – vor allem in der J20 Nationell – auch in der Svenska Hockeyligan (SHL) und gewann mit dem Klub im Frühjahr 2022 die Champions Hockey League. Beim NHL Entry Draft 2022 war der Österreicher daraufhin in der ersten Runde als insgesamt achter Spieler von den Detroit Red Wings aus der National Hockey League (NHL) gezogen worden und unterschrieb dort einen Einstiegsvertrag. Im selben Jahr wurde er beim CHL Import Draft als insgesamt 20. Spieler von den Ottawa 67’s aus der Ontario Hockey League (OHL) ausgewählt. Diese kamen jedoch wegen Kaspers Vertrag mit den Red Wings nicht zum Zuge. Kasper wurde zunächst von den Detroit Red Wings an seinen bisherigen Klub Rögle BK verliehen, kam aber am 2. April 2023 beim 5:2-Erfolg gegen die Toronto Maple Leafs zu seinem ersten Spiel in der NHL. Zur Saison 2023/24 wurde er vorerst an das Farmteam der Red Wings abgegeben, die Grand Rapids Griffins aus der American Hockey League (AHL). Dort verbrachte der Österreicher die komplette Spielzeit.
Mit Beginn der Spielzeit 2024/25 etablierte sich Kasper im NHL-Aufgebot der Red Wings und verzeichnete in seiner Debütsaison 37 Scorerpunkte in 77 Einsätzen.

### International
Im Juniorenbereich nahm Kasper an der U20-Weltmeisterschaft 2021 und der wegen der COVID-19-Pandemie abgebrochenen U20-Weltmeisterschaft 2022 teil. Für das Wiederholungsturnier im August 2022 wurde er nicht nominiert.
Sein Turnierdebüt in der Herren-Nationalmannschaft gab Kasper bei der Weltmeisterschaft 2022. Im November 2022 spielte er für Österreich beim Deutschland Cup. In der Folge absolvierte der Stürmer die Qualifikation für die Olympischen Winterspiele 2026 im italienischen Mailand und die Weltmeisterschaft 2025. Dort erreichten die Österreicher erstmals seit 31 Jahren das Viertelfinale.

## Erfolge und Auszeichnungen
- 2019 Bester Vorbereiter der Erste Bank Juniors League
- 2021 Schwedischer Vizemeister mit dem Rögle BK
- 2022 Champions-Hockey-League-Gewinn mit dem Rögle BK

## Karrierestatistik
Stand: Ende der Saison 2024/25

### International
Vertrat Österreich bei:
| - U20-Weltmeisterschaft 2021 - abgebr. U20-Weltmeisterschaft 2022 - Weltmeisterschaft 2022 | - Qualifikationsturnier für die Olympischen Winterspiele 2026 - Weltmeisterschaft 2025 |

(Legende zur Spielerstatistik: Sp oder GP = absolvierte Spiele; T oder G = erzielte Tore; V oder A = erzielte Assists; Pkt oder Pts = erzielte Scorerpunkte; SM oder PIM = erhaltene Strafminuten; +/− = Plus/Minus-Bilanz; PP = erzielte Überzahltore; SH = erzielte Unterzahltore; GW = erzielte Siegtore; 1 Play-downs/Relegation; Kursiv: Statistik nicht vollständig)